# Myōki
Myōki (妙喜) ou Myokini (妙喜尼) était une guerrière japonaise (onna-bugeisha) de l'époque Sengoku. Elle était la fille de Tōyama Naokage et l'épouse de Suwabe Sadakatsu. Myōki était surtout connue pour avoir défendu le château de Hio, dans la province de Musashi, contre l'attaque du clan Takeda.

## Défense du château de Hio
L'époux de Myōki était Suwabe Sadakatsu, seigneur du château de Hio et vassal du clan Go-Hōjō. En 1568, Takeda Shingen assiégea le château de Hachigata, alors sous le contrôle de Hōjō Ujikuni, mais ce dernier le défendit avec succès. Par la suite, Shingen lança plusieurs attaques dans les provinces de Suruga, Totomi, Sagami et Musashi contre les clans Hōjō et Imagawa.
En décembre 1569, Yamagata Masakage marcha sur le château de Hio. Lors d'une attaque inattendue, Myōki se lança dans la bataille pour une raison inhabituelle : son mari, ivre, ne pouvait mener la défense. Myōki décida de prendre la tête du groupe. Elle quitta le groupe avec ses servantes chargées de saké, convoqua les soldats, s'arma et se rendit à la porte du château. On raconte donc par euphémisme que Sadakatsu confia le château à sa femme. Elle commanda les troupes et le garda jusqu'au réveil du seigneur de guerre.
L'affaire de la défense du château de Hio par une femme alors que le seigneur était ivre attira l'attention de l'armée ennemie. Malgré cela, Myōki défendit le château avec succès et les troupes de Takeda se retirèrent.